# La impetuosa
La impetuosa (título original: Pat and Mike) es una película de comedia romántica estadounidense de 1952 dirigida por George Cukor, y protagonizada por Spencer Tracy y Katharine Hepburn.

## Argumento
Mike Conovan, mánager deportivo, se enamora de Pat Pemberton, una de las deportistas a las que quiere representar.

## Otros créditos
- Productora: Metro-Goldwyn-Mayer
- Color: Blanco y negro
- Sonido: Western Electric Sound System.
- Dirección artística: Cedric Gibbons y Urie McCleary
- Montaje: George Boemler.
- Asistente de dirección: Jack Greenwood
- Sonido: Douglas Shearer
- Efectos especiales: Warren Newcombe
- Decorados: Hugh Hunt y Edwin B. Willis
- Diseño de vestuario: Orry-Kelly
- Maquillaje: Sydney Guilaroff (peluquería) y William Tuttle (maquillaje).

## Premios
- Nominación al Oscar al mejor guion original: Ruth Gordon y Garson Kanin. El guion también estuvo nominado en los premios que concede el Gremio de Escritores de América, en la categoría de comedia.
- Katharine Hepburn estuvo nominada como mejor actriz extranjera en los BAFTA. Hepburn también estuvo nominada en los Globo de Oro.
- Aldo Ray también estuvo nominado en los Globo de Oro como Mejor nueva promesa masculina.
- George Cukor estuvo nominado en los premios que concede el Gremio de Directores de América.